# Oerlikon KCA
Oerlikon KCA je švýcarský automatický letecký kanón ráže 30 mm. Jedná se o jednohlavňový revolverový kanón fungující na principu odběru plynů, používající náboje 30 × 173 mm, se střelou o 50 % těžší než standardní munice NATO 30 × 113 mm B pro kanóny ADEN a DEFA. Typ dosahuje kadence 1 350 ran za minutu, při úsťové rychlosti střely 1 030 m/s a účinném dostřelu 2 500 m. Nejznámějšího použití se dočkal na švédském stíhacím letounu Saab 37 Viggen, který jej nosil v podvěsném zbraňovém kontejneru.